# Howard megye (Indiana)
Howard megye az Amerikai Egyesült Államokban, azon belül Indiana államban található. Megyeszékhelye és legnagyobb városa Kokomo. Lakosainak száma 83 658 fő (2020. április 1.). Howard megye Miami, Grant, Tipton, Clinton, Carroll és Cass megyékkel határos.

## Népesség
A megye népességének változása:
| Lakosok száma | 82 771 | 82 850 | 82 891 | 82 760 | 82 556 | 83 658 |
|               | 2010   | 2011   | 2012   | 2013   | 2015   | 2020   |